# Maks Havelaar

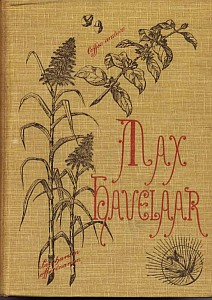
Okładka powieści Maks Havelaar

Maks Havelaar (niderl. Max Havelaar)   – powieść holenderskiego pisarza Multatulego (Eduarda Douwesa Dekkera), ukończona w 1859 i wydana w 1860. Utwór, mający po części charakter autobiograficzny, opowiada o sytuacji w koloniach holenderskich na Jawie. Powieść wyróżnia się na tle dziewiętnastowiecznej literatury awangardową formą, a przede wszystkim skomplikowanym, wielopłaszczyznowym tokiem narracji. Akcja zaczyna się w 1856.
Powieść została przetłumaczona na język polski przez Bronisławę Neufeldównę (1903) oraz Jerzego Kocha (1994). 
W 1979 powieść została zekranizowana. Film był kandydatem do Oscara za najlepszy film obcojęzyczny.